# Seventh Day Slumber
Seventh Day Slumber  es una banda de rock cristiano procedentes de Dallas, Texas empezaron como una banda independiente por cinco años actualmente han ganado varios premios entre GMA Dove Awards y Grammy

## Historia
El del líder y fundador de la banda, Joseph Rojas, el cual llegó a tener una adicción de cocaína que le costaba alrededor de $400 dólares al día.
“La forma más sencilla de explicarlo es el de decir que me sentía tan vacío por dentro que me quería morir,” comenta el cantante. “Mi padre se fue cuando yo tenía tres años; a los doce años pensé en suicidarme usando una pistola y ya usaba drogas a la edad de catorce años. Me empecé a meter en problemas con la ley, estuve en la cárcel y poco después mi adicción se salió fuera de control, gastaba más dinero en comprar drogas de lo que ganaba vendiéndolas”.
Después de años de vivir imprudentemente, de continuos problemas con la ley, docenas de fracasos en centros de rehabilitación y sin una gota de esperanza, Rojas tocó fondo con una sobredosis en la cual los paramédicos se apresuraron a salvarle la vida. Aunque nunca realmente había habido ningún tipo de formación espiritual en la vida de este trastornado joven, al ver las resplandecientes luces de la ambulancia y enfrentarse con su realidad, hubo algo que hizo clic en él después de una larga búsqueda.
“Acostado ahí, dándome cuenta que estaba a punto de morir supe que tenía que hacer algo”, recuerda él. “En todas las clínicas de rehabilitación que acudí, siempre comentaban al respecto de buscar un poder más alto. Por alguna razón en esa noche, clamé a Dios y le pedí que me salvara de mi situación”.
Al recibir una nueva oportunidad para vivir después de tan difícil incidente, le confirmó a Rojas que en verdad había alguien cuidándolo en todo momento y que a pesar de no tener un padre carnal, se dio cuenta de que su Padre Celestial estaba ahí para rescatarlo. Por supuesto, el camino de recuperación no fue de la noche a la mañana, pero después de salir del hospital, este muchacho una vez adicto a las drogas se sintió libre y queriendo dedicar su vida a Dios.
“No voy a mentir y decir que todo cambió en un instante, pero fue poco a poco que fui quitándome los malos hábitos incluyendo el decir groserías y dejar el cigarro,” Rojas comenta. “Una vez que logré ordenar mi vida acudí a la Universidad Bíblica de Cristo para las Naciones (Bible College at Christ for the Nations) en Dallas y fue ahí donde Dios comenzó a sembrar la composición de canciones en mi corazón. En el pasado había tocado algo de guitarra pero fue entonces que decidí tomarlo más en serio y ofrecerle algo más a Dios.”

## Inspiraciones y lírica de contenido
Letras de canciones Seventh Day Slumber en su mayor parte se centran en cuestiones que los adolescentes se enfrentan, como el suicidio, las drogas, el abuso en el hogar, Acoholismo, sexo, etc Por ejemplo, el significado para el álbum "Finally Awake", citado por la banda como "El mensaje de este álbum está claro. Queremos empoderar a los niños a dejar de mirar a los medios de comunicación, a lo que el mundo les dice que tienen que ser, para encontrar la identidad. Usted no tiene que ser lo que todo el mundo le dice que para ser lo que fueron creados para ser ". Una canción (Caroline) fue escrito para su madre, ya que tuvo que pasar momentos difíciles después de un divorcio. La canción se la canta desde el punto de vista de Dios.

## Tours
- Otoño de 2007 - SHOUTfest
- Diciembre de 2007-enero de 2008 - Con Después de Edmund y Jackson Waters.
- Summer Fest 2008 Creación
- 18 de julio de 2009 Ignite Chicago.

## Miembros
- Joseph Rojas-Vocalista/Guitarra
- Talia Haughn-Bajo
- Jeremy Holderfield-Guitarra
- Jamie Davis-Batería

## Exmiembros
- Ray Fryoux-Batería
- Rusty Clutts-Batería
- Adam Witte-Batería
- Tim ****-- Keys / Voz
- Evan Weatherford-Guitarra
- Elliot Lopes - batería
- Joshua Schwartz - bajo

## Discografía
- Freedom From Human Regulations [2001]
- Picking Up the Pieces [2003]
- Once Upon a Shattered Life [2005]
- Picking Up the Pieces [Remaster][2005]
- Finally Awake [2007]
- Rescatame (Álbum en español)[2008]
- Take Everything [2009]
- The Anthem Of Angels [2011]
- Love & Worship [2013]

Álbum - Billboard (North America)
| Año  | Álbum                      | Listas                        | Posición |
| ---- | -------------------------- | ----------------------------- | -------- |
| 2005 | Once Upon a Shattered Life | Top Heatseekers               | 33       |
| 2005 | Once Upon a Shattered Life | Top Christian Albums          | 26       |
| 2007 | Finally Awake              | Top Heatseekers               | 10       |
| 2007 | Finally Awake              | Top Christian Albums          | 16       |
| 2007 | Finally Awake              | Top Christian & Gospel Albums | 1        |
| 2009 | Take Everything            | Top Christian Albums          | 11       |
| 2009 | Take Everything            | Billboard 200                 | 141      |